# Luka Rijeka
Luka Rijeka ili Riječka luka je pomorska luka u Rijeci u Hrvatskoj smještena na obali Kvarnerskog zaljeva na Jadranu. 
Prvi zapisi luke potječu iz 1281. godine. To je bila glavna luka Kraljevine Ugarske u 19. stoljeću i početkom 20. stoljeća, glavna luka Jugoslavije između Drugog svjetskog rata i 1991. godine. Danas je najveća luka u Hrvatskoj s prodajom tereta od 11,2 milijuna tona (2016.), uglavnom nafte, općega tereta i rasutog tereta, te 214,348 TEU (jedinica ekvivalenta dvadeset stopa).
U 2011. godini, "Luka Rijeka", koncesionar Luke Rijeka potpisala je ugovor o strateškom partnerstvu s "Međunarodnim kontejnerskim terminalnim uslugama" (ICTSI) i "Jadranskim vratima", drugim koncesionarom Riječke luke, kako bi upravljali terminalom kontejnera. Partnerstvo ima za cilj proširiti kapacitet terminala na 600,000 TEU. Glavni plan razvoja kojeg je osmislio Maritime Group Rotterdam poziva na daljnje proširenje lučkih objekata do 2030. godine, uključujući izgradnju velikoga kontejnerskoga terminala u Omišlju na otoku Krku. Treći koncesionar je Jadranski naftovod (JANAF), koji upravlja naftnim terminalom u Omišlju.
Luka Rijeka zaostaje za lukama u Kopru, Trstu i Veneciji. Luka Koper prekrcala je 674.000 TEU (kontejnerskih jedinica) u 2014., gotovo 50 posto više od Trsta i Venecije i četiri puta više od Rijeke.

## Vanjske poveznice
- Luka Rijeka d. d. Hrvatska tehnička enciklopedija, portal hrvatske tehničke baštine. LZMK